# Rachel Griffiths
Rachel Anne Griffiths (Melbourne, 18 december 1968) is een Australisch actrice. Zij werd in 1999 genomineerd voor een Academy Award voor haar bijrol als Hilary du Pré in het biografische Hilary and Jackie. Meer dan tien andere acteerprijzen werden haar daadwerkelijk toegekend, waaronder een Golden Globe voor haar bijrol als Brenda Chenowith in de televisieserie Six Feet Under.
Na acteerervaring te hebben opgedaan in televisiefilm The Feds en televisieserie Secrets debuteerde Griffiths in 1994 op het witte doek als Rhonda Epinstalk in Muriel's Wedding. Sindsdien speelde ze in meer dan twintig andere films. Griffiths bleef daarnaast in televisieseries spelen en verscheen zodoende in meer dan 150 afleveringen van verschillende titels. Haar meest omvangrijke rollen daarin zijn die in Six Feet Under en die in Brothers & Sisters, waarin ze sinds september 2006 gestalte geeft aan Sarah Walker.
Griffiths trouwde in 2002 met de Australische kunstenaar Andrew Taylor. Samen met hem kreeg ze één zoon en twee dochters.

## Filmografie
*Exclusief 5+ televisiefilms
| - Anyone but You (2023) - The King's Daughter (2022) - Don't Tell (2017) - The Osiris Child: Science Fiction Volume One (2016) - Hacksaw Ridge (2016) - Mammal (2016) - Saving Mr. Banks (2013) - Patrick (2013) - Underground: The Julian Assange Story (2012) - Burning Man (2011) - Beautiful Kate (2009) - Step Up (2006) - Ned Kelly (2003) - The Adventures of Tom Thumb & Thumbelina (2002, stem) - The Hard Word (2002) - The Rookie (2002) | - Blow (2001) - Blow Dry (2001) - Me Myself I (1999) - Hilary and Jackie (1998) - Divorcing Jack (1998) - Among Giants (1998) - My Son the Fanatic (1997) - Amy (1997) - My Best Friend's Wedding (1997) - Welcome to Woop Woop (1997) - Jude (1996) - Children of the Revolution (1996) - To Have and to Hold (1996) - Cosi (1996) - Small Treasures (1995) - Muriel's Wedding (1994) |

## Televisieseries
*Exclusief eenmalige gastrollen
- Brothers & Sisters - Sarah Walker (70+ afleveringen sinds september 2006)
- Comanche Moon - Inez Scull (2008, twee afleveringen)
- Six Feet Under - Brenda Chenowith (2001-2005, 63 afleveringen)
- Jimeoin - Verschillende personages (1994, acht afleveringen)
- Secrets - Sarah Foster (1993-1994, dertien afleveringen)

- Bibsys: 1019036
- Bibliothèque nationale de France: cb140293066 (data)
- Gemeinsame Normdatei: 141680644
- International Standard Name Identifier: 0000 0000 7981 2116
- Library of Congress Control Number: no2001014625
- MusicBrainz: 266674f3-72a6-44f2-8a43-7a1d9f98ea33
- Nationale Bibliotheek van Tsjechië: xx0175228
- Nationale bibliotheek van Australië: 42378392
- Nationale Bibliotheek van Israël: 987007343020705171
- Nederlandse Thesaurus van Auteursnamen: 190083034
- Système universitaire de documentation: 059316543
- Trove: 1457791
- Virtual International Authority File: 2670368
- WorldCat: E39PBJjhDrD7CTwXVvrYFM6R8C